# Karl Grunsky
Karl Grunsky, född 5 mars 1871 i Schornbach vid Schorndorf, Württemberg, död 2 augusti 1943 i Stuttgart, var en tysk musikkritiker. 
Grunsky tog doktorsgraden och var verksam som musikskribent. Han författade (i "Sammlung Göschen") en Musikästhetik (1907) samt Musikgeschichte von Beethoven bis zur Gegenwart (1908), Musikgeschichte des 17. und 18. Jahrhunderts (andra upplagan 1914) och Musikgeschichte des 19. Jahrhunderts (andra upplagan 1908). Senare utgav han  Die Technik des Klavierauszuges (1911), Richard Wagner und die Juden (1920), Das Christusideal in der Tonkunst (1920) och Anton Bruckner (1922).